# Фабр, Мари-Жак-Жозеф-Викторен
Мари-Жак-Жозеф-Викторен Фабр (фр. Marie-Jacques-Joseph-Victorin Fabre; 1785—1831) — французский писатель

 и поэт, брат Жана Фабра.
22-х лет от роду он был захвален превыше меры тогдашними строгими ценителями и судьями: Тара[уточнить], Генгэнэ, Сюар отзывались о нём, как о первостепенном гении, имеющем возродить французскую литературу. На самом деле от Фабра остались только произведения правильные, риторически изящные, но не согретые чувством и не чуждые подражательности. Восемнадцати лет от роду Фабр выступил на литературное поприще с похвальным словом Буало[уточнить] (1805); затем последовали:
- «Opuscules en vers et en prose» (1806),
- «Discours en vers sur les voyages» (1807),
- «Eloge de Pierre Corneille» (1808),
- поэма «La mort de Henri IV» (1808),
- «Eloge de la Bruyère» (1810),
- «Tableau littéraire du XVIII siecle» (1810),
- поэма «Les embellissements de Paris» (1811) и
- «Eloge de Montaigne» (1813).

В 1823 году Фабр читал бессодержательные лекции «О принципах гражданственного общества». Отрывки из этих лекций и оставшиеся после него рукописные наброски нашли себе место в его «Oeuvres» (1844—45), но не прибавили новых лавров к его померкшей уже славе.
Похоронен на кладбище Пер-Лашез.